# Embalse de Kremenchuk

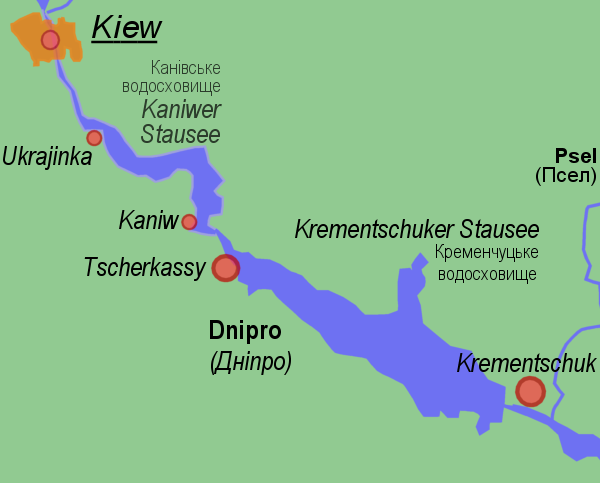
Mapa del embalse y del de Kaniv.

El embalse de  Kremenchuk (en ucraniano: Кременчуцьке водосховище, tr.: Kremenchutske Vodosjovishche) es un lago artificial creado sobre el curso del río Dniéper, en Ucrania. El embalse cubre una superficie total de 2252 km² en los óblast de Poltava, Cherkasy y Kirovogrado, en el centro del país. El embalse se llenó entre 1959 y 1961, después de la construcción de la presa de 10 km largo de la central hidroeléctrica de Kremenchuk (que desarrolla 700 TWh, situada a 12 km al oeste de la citada ciudad.
El embalse mide 149 km de largo por 28 km de ancho. Su profundidad media es de seis metros. El volumen total de agua del embalse de Kremenchuk es de 13.5 km³. Esta agua es utilizada principalmente para la producción de electricidad, irrigación, lucha contra las inundaciones, pesca (principalmente zander, carpa, brema, lucio)  y transporte fluvial. Los principales puertos situados a orillas del embalse son Cherkasy y Svitlovodsk. 
Desembocan en el embalse:
- por la orilla izquierda: el río Tiasmin.
- por la orilla derecha: el Sula, que forma un delta con numerosas islas.

Bajo las aguas del embalse se encuentran los restos de la ciudad de Novogeorgijvsk.